# Ellen King

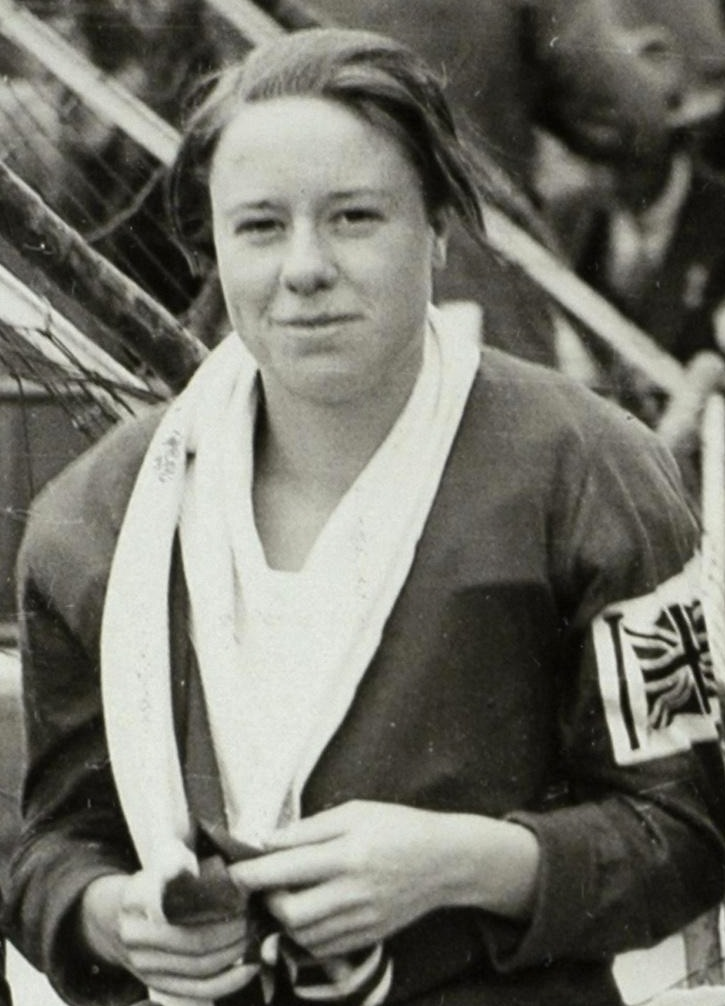
Ellen King (1928)

Ellen Elizabeth King (* 16. Januar 1909 in Renfrew, Schottland; † 3. Februar 1994 in Parkgate, England) war eine britische Schwimmerin, die zwei olympische Silbermedaillen gewann.

## Karriere
Bei den Olympischen Spielen 1924 in Paris trat Ellen King im 100-Meter-Rückenschwimmen an. Im ersten Vorlauf belegte sie den vierten Platz in 1:38,2 Minuten. Fünf Schwimmerinnen qualifizierten sich für das Finale, Ellen King war im Vorlauf die Sechstschnellste.
1927 fanden nach 1926 die zweiten Europameisterschaften statt. Bei den Schwimmeuropameisterschaften 1927 in Bologna standen erstmals auch Wettbewerbe für Frauen auf dem Programm. Die britische 100-Meter-Freistilstaffel mit Marion Laverty, Valerie Davies, Ellen King, und Margaret Cooper gewann den Titel vor den Niederländerinnen und den Deutschen.
Bei den Olympischen Spielen 1928 in Amsterdam siegte die Freistilstaffel aus den Vereinigten Staaten vor der britischen Staffel mit Margaret Cooper, Sarah Stewart, Vera Tanner und Ellen King. Zwei Tage später siegte im 100-Meter-Rückenschwimmen die Niederländerin Marie Braun in 1:22,0 Minuten vor Ellen King in 1:22,2 Minuten und Margaret Cooper in 1:22,8 Minuten.
1930 wurden im kanadischen Hamilton erstmals die British Empire Games ausgetragen, die Vorläuferveranstaltung der Commonwealth Games. Bei den British Empire Games 1930 siegte über 100 Yards Freistil Margaret Cooper für England vor der für Schottland startenden Ellen King. Im Brustschwimmen über 200 Yards gewann Ellen King Bronze und auch die schottische Freistilstaffel mit Sarah Stewart, Ellen King, Jean McDowell und Jessie McVey belegte den dritten Platz.
Nach ihrer Laufbahn als aktive Leistungssportlerin war Ellen King als Schwimmlehrerin in Edinburgh tätig. Sie selbst schwamm noch nach ihrem 80. Geburtstag. 2002 wurde sie in die neue Scottish Sports Hall of Fame aufgenommen. Seit 2010 ist sie auch in der Hall of Fame des Verbands Scottish Swimming.